# Sparasion largus
Sparasion largus är en stekelart som beskrevs av Kononova 2001. Sparasion largus ingår i släktet Sparasion och familjen Scelionidae. Inga underarter finns listade i Catalogue of Life.